# Mataie
Mataie is een bestuurslaag in het regentschap Aceh Jaya van de provincie Atjeh, Indonesië. Mataie telt 144 inwoners (volkstelling 2010).